# حبش (مشگین‌شهر)
حبش روستایی است که در استان اردبیل، شهرستان مشگین‌شهر، بخش مرکزی، دهستان مشگین غربی قرار دارد.

## جمعیت
بر اساس سرشماری سال ۱۳۸۵ جمعیت این روستا ۲۲۴ نفر با ۵۳ خانوار بوده‌است.